# 潜伊3001亀天号
潜伊3001 亀天号 とは架空戦記『紺碧の艦隊』に登場する架空の潜水艦である。

## 概要
後世仁科研や東エルサレム共和国、そして満州共和国に移り住んだ核物理学者達の英知により、第二次世界大戦末期に実用化されたトリウム溶融塩型原子炉 を動力として用いる『電磁推進』試験潜水艦。超潜伊10001 須佐之男号の随伴艦兼先行試作艦などとして建造された。設計当初は核融合炉搭載が検討されていたが戦局に間に合わなかったため、急遽実用化が適った『トリウム溶融塩型核反応炉』を搭載する事となった。
艦種は『水中作戦支援潜水艦』とされ、敵艦のスクリュー音等を探知して得たデータを収集する情報収集が主任務であり、武装は少ない。但し高速航行時の噴射水流を活かして敵潜水艦や味方艦に向かった魚雷を破壊することも可能（ただし高速航行時に発生する渦流が敵艦に探知されてしまうが超高速のため攻撃するのは困難）。

### 諸元
- 全長:160m
- 全幅:21.6m
- 全高:18m
- 排水量
  - 水上:10,500t
  - 水中:13,250t
- 最高速度:70ノット（巡航速度:31ノット）

同じ電磁推進方式である須佐之男号よりも速力が劣るのは、主機関の『起電力量』の差と艦体型上の違いによる
- 主機関:トリウム溶融塩型原子炉エンジン（24万馬力以上）

（よく間違われるが、核融合エンジンを使用したのは、須佐ノ男号が最初であり、亀天号においてはトリウム溶融塩型原子炉が使われていた）

### 武装
- 魚雷発射管:6門
- ミサイル収納筒:8基
誘導機雷『蛸雷』を装填可能
- 匍匐潜水艇『海狗』:1隻

## 人事
艦長
入江九市（初代）
尾崎邦彦（2代目）
機関長
土方左衛門

## メディア毎の相違

### OVA版
外観はコミック版に似ているが視察窓や引き込み式司令塔が存在せず主推進ノズルは2基になっており、魚雷発射管、ミサイル収納筒の数が多くなっている（魚雷発射管:胴体下部に格納式4連装発射管が存在。ミサイル収納筒:18基）。また『海狗』は搭載しておらず水中スクーター数機のみであった（OVAでは海底匍匐能力を持つ潜水艇は登場しておらず原作、コミックでは装備している無艦橋型特呂号潜も装備していない）。

## 注記
1. ↑  トリウム溶融塩型原子炉　技術詳細（英）
2. ↑  第2次大戦終結の照和25年半ばから第3次大戦開戦の照和28年初頭まで約四年弱の『偽りの平和』の間に、紺碧艦隊全艦（旧旗艦『富嶽号』、攻撃潜『水神号、快竜号、爽海号』、潜補『乙姫号』）も改修に入り、主機と推進機関を亀天号と同一機器に換装した。新造艦の潜補『浦島号、竜宮号』は設計当初より「核動力電磁推進艦」として建造したとみられる。また伊900型潜輸、特伊1000潜も改修された可能性がある。
3. ↑  原作では『日本海軍』唯一の核融合動力艦
4. ↑  「新旭日の艦隊」コミック版にて、南極大陸に建設された独秘密原爆開発施設破壊のため、核動力艦である『特伊型潜水輸送艦』が登場するが、破氷揚陸作業可能な本艦が「引き込み式艦橋」になっていた。